# Issey Ogata
Issey Ogata (jap. イッセー尾形 Issē Ogata; ur. 22 lutego 1952 w Fukuoce) – japoński aktor i komik.

## Kariera
Ogata wystąpił w 1985 w japońskim dramacie A potem, wcielając się w jedną z głównych ról. Film otrzymał trzy Nagrody Japońskiej Akademii Filmowej w 1986. W 1987 aktor zagrał w komedii romantycznej Życie mężczyzny jest pełne trosk w reżyserii Yōji Yamady. W 2000 wcielił się w rolę Ōty w nagrodzonym w Cannes i Karlowych Warach obrazie w reżyserii Edwarda Yanga I raz, i dwa. Znaczącą rolą Ogaty była rola cesarza Shōwa (Hirohito) w Słońcu Aleksandra Sokurowa z 2005. W 2016 Ogata wystąpił u boku Andrew Garfielda i Adama Drivera w wyreżyserowanym przez Martina Scorsese dramacie historycznym Milczenie, którego scenariusz był adaptacją powieści Shūsaku Endō Chimmoku.